# Socialismo árabe

Símbolo del Partido Baaz Árabe Socialista, principal formación ideóloga y defensora del socialismo árabe.

El socialismo árabe (en árabe: الاشتراكية العربية‎, romanizado: al-ishtirākīya al-‘arabīya) es una ideología política basada en una combinación de panarabismo y socialismo. 
Su influencia intelectual y política llegó a su cenit durante la década de 1950 y 1960, cuando constituyó la base ideológica del Partido Baaz Árabe Socialista y, en menor grado, del movimiento de Gamal Abdel Nasser en Egipto. El concepto de socialismo árabe no debe ser confundido con la tradición mucho más amplia de pensamiento socialista en el mundo árabe, que precedió al socialismo árabe en 50 años. El socialismo árabe llegó a implementarse principalmente en Egipto, Argelia, Siria, Libia, Irak, Yemen del Sur y en alguna medida en los Territorios Palestinos cuando gobernaba Fatah, aunque dichos movimientos han sido variopintos. 
Usualmente el socialismo árabe se encuentra enfrentado al fundamentalismo islámico promovido por partidos como Hezbolá en Líbano, Hamás en Palestina (aunque dicha organización ha sufrido muchos cambios que quizá harían dudosa esta afirmación actualmente) y a las monarquías, algunas de ellas absolutistas, presentes hasta la actualidad en algunos países islámicos como es el caso de Arabia Saudí, Kuwait y los Emiratos Árabes Unidos de la Península arábiga. Suele estar enfrentado también a los Hermanos Musulmanes por su laicismo. Tanto por sus ideales panarabistas como por conflictos de intereses y políticos está enfrentado tanto al sionismo y al Estado de Israel como a las potencias del Mundo Occidental.

## Contexto histórico

### El lastre del colonialismo
La colonización europea en Oriente Medio dejó profundas secuelas en la sociedad y en la economía. La economía de las colonias fue adaptada a las necesidades de la metrópoli. Se produjo una explotación de los recursos naturales y materias primas. La acción industrializadora fue prohibida con el fin de mantener formas atrasadas de actividad económica. Además de ello, cualquier innovación o avance pedagógico o cultural era hostilizado. Por otra parte los movimientos nacionalistas y anticolonialistas fueron duramente reprimidos, con la colaboración de las élites autóctonas y favoreciendo las rivalidades locales. Todos estos cambios se produjeron sin tener en cuenta las características de la población oriunda, por lo que dieron lugar a cambios importantes de manera abrupta, al alterarse las estructuras tradicionales. De esta forma, tras su independencia política los países árabes mantendrán una dependencia económica, técnica y cultural casi total con respecto a las antiguas metrópolis.
Fruto de estas alteraciones, tras la Segunda Guerra Mundial se produjo una enorme explosión demográfica, que alteró y sigue alterando el equilibrio de la población mundial. Prueba de ello es que hoy en día El Cairo es una megalópolis que supera los 20 millones de habitantes, cuando la población total de Egipto no llegaba a los 12 millones en 1907. Este enorme crecimiento demográfico se debe a la reducción de la mortalidad, especialmente en la infancia, junto a una natalidad muy alta a lo largo del siglo XX. El resultado ha sido un crecimiento de la población superior al aumento de la riqueza del país, con su consecuencia sobre el aumento de la pobreza y el desempleo.

### Guerra Fría

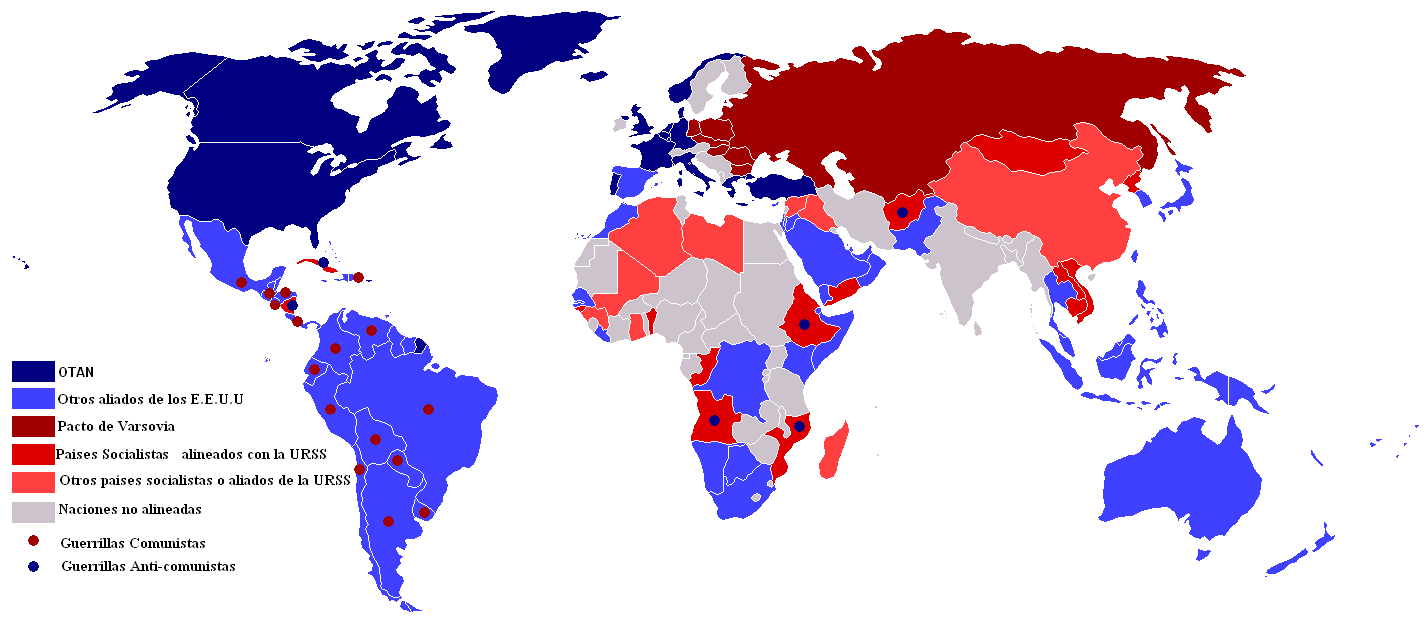
Mapa del mundo en 1980, durante la Guerra Fría. En tonos de rojo los aliados de la URSS y otros países comunistas, y en tonos de azul la OTAN y sus aliados capitalistas. Argelia, Libia, Siria, Irak y Yemen del Sur estaban en la órbita soviética. Egipto aparece como no alineado.

La Guerra Fría supuso un reparto del mundo entre las dos superpotencias de la época: los Estados Unidos y la Unión Soviética. Ambos países representaban dos modelos sociales, políticos y económicos opuestos. Las armas nucleares que disponían implicarían su mutua destrucción en un choque directo, por lo que el mundo entero sufrió la pugna entre dos colosos.
La alineación a cada uno de los dos bloques de los países europeos y, en menor grado, americanos, estaba definida por los acuerdos de finalización de la Segunda Guerra Mundial y acuerdos implícitos en el seno de la ONU. 
Mientras que tanto en el bloque capitalista como en el comunista se reprimió cualquier intento de alterar la situación establecida (Grecia e Italia; Hungría y Checoslovaquia respectivamente), el Tercer Mundo se convirtió en un escenario fundamental en el choque indirecto entre las dos superpotencias. Dentro de este gran grupo de países independientes jóvenes pero basados en culturas y civilizaciones antiguas, los países islámicos, y especialmente los países árabes de la región de Oriente Medio, centraban en sí los mayores esfuerzos de ambos bloques. 
El Tercer Mundo va a estar marcado por la inestabilidad social y política, traducida en la lucha por la descolonización, procesos revolucionarios, golpes de Estado y guerras civiles, en las cuales a los factores ideológicos (capitalismo y comunismo) hay que sumarles los étnico-religiosos, que venían arrastrándose desde siglos atrás. Entre ellos cabe señalar en el mundo islámico: cristianos y musulmanes; musulmanes chiíes y musulmanes suníes; árabes y bereberes; turcos y kurdos; musulmanes moderados y musulmanes radicales; la presencia de minorías como los drusos, etc.
En muchos casos, las fronteras fueron trazadas de manera arbitraria y artificial por las potencias coloniales durante el siglo XIX o con el desmembramiento del Imperio otomano tras la Primera Guerra Mundial. 
Muchos de estos nuevos Estados englobaban grupos tribales históricamente rivales entre sí, por lo que líderes como Gadafi se vieron obligados a pactar con ellos para mantener el poder.
La creación del Estado de Israel en 1948, con la consiguiente limpieza étnica de palestinos, contribuyó a agravar una situación ya de por sí tensa. Esto arrastraría a las diversas guerras contra Israel (1948, 1967, 1973) para liberar Palestina por las naciones árabes, respondiendo al sentimiento de fraternidad que une a los musulmanes.
Por otra parte, la importancia geoestratégica de Oriente Medio (cruce de caminos entre Europa, África y Asia) y el control del petróleo (la región posee las mayores riquezas petroleras del mundo) son razones clave para entender las luchas entre ambas superpotencias en la región.
En el juego de alianzas, la prioridad de ambas superpotencias era ganar nuevos aliados teniendo en cuenta la lógica de suma cero: una victoria de uno de los bloques siempre era una derrota para el otro.

## Aspectos ideológicos
El término de socialismo árabe fue acuñado por Michel Aflaq, uno de los fundadores del Partido Baaz, para distinguir su ideología socialista "árabe" del socialismo puramente marxista y de otros tipos de socialismo desarrollados en Europa o en otros países no occidentales (China, URSS, etc.), y para destacar su autenticidad y originalidad aplicable a los pueblos árabes. Para Aflaq, el socialismo árabe era una consecuencia necesaria de la búsqueda de la unidad y libertad árabe, pues entendía que solamente un sistema socialista de propiedad y desarrollo económico podría superar el atraso social y económico de los pueblos árabes; este atraso era considerado como una herencia negativa del colonialismo, el cual a su vez era visto como un producto del capitalismo europeo. 
Al mismo tiempo, las tesis de Aflaq rechazaban con fuerza el marxismo ortodoxo y sus derivaciones, cuestionando tesis como la interpretación leninista establecida como ideología oficial de la URSS, y abandonando conceptos marxistas como la de dictadura del proletariado, pues Aflaq consideraba que los fundamentos de este "marxismo clásico" eran materialistas, internacionalistas y promovían el ateísmo así como la lucha de clases, por lo cual esta clase de marxismo era imposible de aplicar a la situación árabe.
Esta posición se debe a que en el Islam lo colectivo prima sobre lo individual. La mezquita no es simplemente un centro religioso, constituye también el núcleo de las relaciones sociales dentro de una comunidad de creyentes pues no basta con ser "un buen musulmán", también es importante parecerlo ante el resto de la colectividad. Las reglas del Corán abarcan todos los aspectos de la vida personal del creyente, y de hecho, las ideas del libre albedrío y el individualismo, presentes en mayor o menor medida en el pensamiento occidental, no se contemplan en el Islam.
Mientras el socialismo árabe abrazaba gran parte del programa económico y social del marxismo de acuerdo con los comunistas "ortodoxos", sus divergentes fundamentos intelectuales y espirituales impusieron algunos límites a su potencial revolucionario: así, la propiedad de los medios de producción sería nacionalizada, pero sin cuestionar valores tradicionales árabes como la propiedad privada y los derechos de herencia. 
Del mismo modo, las estructuras sociales que el marxismo-leninismo condenaba como "primitivas" como el feudalismo, el nomadismo, el tribalismo y el faccionalismo religioso serían ciertamente superadas, pero jamás permitiendo que ello cortase los lazos interpersonales que constituían la unidad de la sociedad árabe tradicional, de modo que la coexistencia de clanes familiares -como unidades sociales- no podría prohibirse. Inclusive la importancia del Islam y de la Sharia se mantuvieron, sin ser jamás desafiadas por los líderes del socialismo árabe en tanto constituían costumbres que habían configurado gran parte de la identidad cultural de sus sociedades: a diferencia de lo practicado por la URSS en sus regiones musulmanas de Asia Central, las prohibiciones islámicas contra el alcohol serían respetadas así como la influencia decisiva de los padres sobre el matrimonio de sus hijos.

## Política económica
Las manifestaciones económicas más notables del socialismo árabe fueron la reforma agraria de Egipto llevada a cabo en 1952, en Siria en 1963 y en Irak en 1970. También fue sonada la nacionalización de las principales industrias y la banca en esos países, así como en Túnez y Argelia, que adoptaron de modo entusiasta varios postulados del socialismo árabe. No obstante, los resultados obtenidos fueron insuficientes, o simplemente negativos, y por ello en Egipto, Túnez y Siria muchas de esas políticas fueron revertidas a partir de la década de 1980. Tuvieron mayor éxito en Irak, posiblemente debido a la enorme riqueza petrolera del país, hasta el comienzo de la guerra con Irán en 1980.

## Situación por país

### Egipto
Egipto tiene una importancia clave en el mundo árabe. Es el país más poblado de la región, y tiene una gran influencia en el plano cultural y político del mundo árabe. Es por ello que tras la aparición del nasserismo, su influencia se extendió por varios países. En 1882 el Imperio británico ocupa Egipto debido a la situación estratégica del canal de Suez, aprovechando el declive del Imperio otomano en África. La independencia del país llega en 1922, si bien el Reino de Egipto continuó siendo un Estado títere, en el que el poder lo ejercía realmente el Alto Comisariado británico. Tras unas revueltas en las cuales los barrios más acomodados de El Cairo son incendiados en enero de 1952, la monarquía egipcia se tambalea. En este contexto, los “oficiales libres” toman el poder en julio de ese mismo año. En 1953 se proclama la República y Gamal Abdel Nasser se hace con el control del país tras derrocar a sus adversarios. En 1956 nacionaliza el canal de Suez, lo que provoca la intervención militar del Reino Unido, Francia e Israel. La URSS se sitúa a favor de Egipto, ofreciéndole ayuda política, militar y económica.

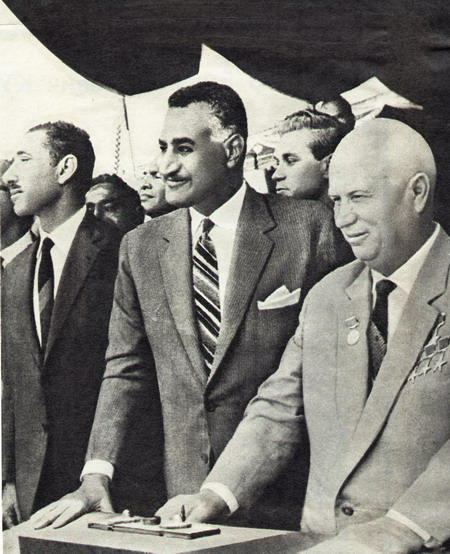
El líder egipcio Gamal Abdel Nasser junto a su homólogo soviético Nikita Jruschov durante las negociaciones por la represa alta de Asuán. (1956)

La actual bandera de Siria fue la que utilizó como enseña nacional la República Árabe Unida (RAU), vigente entre 1958 y 1961, cuando formaba un único Estado junto a Egipto.

En 1955 Nasser participa en la Conferencia de Bandung, de la que resultaría el Movimiento de Países No Alineados (MPNA) y se convierte en uno de sus líderes más significativos junto a Sukarno, primer presidente de la Indonesia independiente, Jawaharlal Nehru, veterano de la lucha independentista de la India y primer ministro del país entre 1947 y 1964 o Josip Broz Tito, presidente de la Yugoslavia socialista entre 1943 y 1980, entre otros líderes de todo el mundo.
El país se transforma en centro del nacionalismo árabe. Nasser va a encabezar el panarabismo, llegando a unir Egipto con Siria formando la República Árabe Unida (RAU), existente entre 1958 y 1961. Durante la década de 1960 se llevaron a cabo una serie de medidas de tinte socialista como la nacionalización de la industria, la reforma agraria y creación de la Unión Socialista Árabe. 
En esta etapa se estrecha la alianza con la URSS, simbolizada en la inauguración del gran embalse de Asuán en 1967 por Nasser y Jruschov. Egipto se convierte, de esta forma, en el principal socio en la región de la URSS. Nasser acercaría al argelino Ahmed Ben Bella y al libio Muammar el Gadafi a la órbita soviética.
El programa radiofónico “La Voz de los Árabes”, que emitía desde El Cairo, contribuirá a las revueltas que agitan Oriente Próximo entre la toma del canal de Suez en 1956 hasta la derrota frente a Israel en 1967, tras la guerra de los Seis Días. Nasser inspiró a líderes de todos los países árabes, que para bien o para mal han marcado a sus naciones y a todo el mundo árabe. Le plantó cara a la injerencia occidental en el mundo árabe y se convirtió en símbolo para millones de personas alrededor de toda esta región del mundo, desde Marruecos hasta Irak.

"Durante estos escasos 11 años los árabes fueron actores de su propia historia y no figurantes impotentes, insignificantes y despreciados; y tuvieron un líder en quien reconocerse." (Amin Maalouf)

La derrota en la guerra de los Seis Días dejaría a Egipto vencido militar y moralmente. En 1970 muere Nasser, que tuvo un funeral realmente multitudinario. Fue sucedido por el impopular Anwar el Sadat, que daría un giro radical en la política exterior del país, acercándose a Israel y Estados Unidos. Efectuó un viaje a Jerusalén en 1977, lo que irritaría a millones de musulmanes de todo el mundo, ya que es una ciudad sagrada para el Islam. En 1978 firma los Acuerdos de Camp David, en los que finalmente reconoce al Estado de Israel. Con ello, Egipto recuperaría la soberanía sobre la península del Sinaí, pero perdería casi la totalidad de relaciones con el mundo árabe.
Tras el asesinato de El Sadat en 1981 por los Hermanos Musulmanes, su sucesor Hosni Mubarak va a llevar al país a una política exterior más equilibrada, ratificando lo firmado en Camp David pero aproximándose al mismo tiempo a Irak y a la OLP, recuperando también las relaciones con la práctica totalidad de los países árabes. Combinó las buenas relaciones tanto con Estados Unidos como con la Unión Soviética, pero se distanció totalmente de las políticas nasseristas.

### Argelia

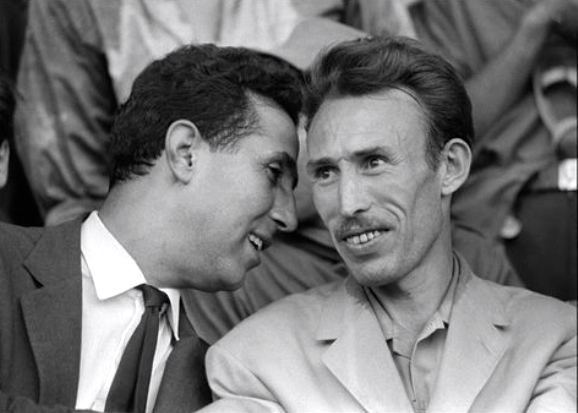
Ahmed Ben Bella y Houari Boumediène, los dos primeros presidentes de Argelia, fueron los máximos exponentes del socialismo argelino.

Emblema nacional de Argelia entre 1971 y 1976, de claras reminiscencias socialistas.

La situación de Argelia es peculiar, ya que se diferencia de otras naciones árabes en varios aspectos. La presencia francesa fue mucho más duradera, ya que databa desde 1830. Además, en el momento de la independencia se hallaba dividida en departamentos, al igual que la propia Francia. Los valores republicanos que preconizaba Francia no eran aplicados a los musulmanes argelinos, que eran ciudadanos de segunda en su propio país, y para alcanzar la nacionalidad francesa en la práctica debían renunciar a su fe islámica. A pesar de ello, los intelectuales argelinos mostraban una actitud servil hacia París, pretendiendo llegar a obtener una igualdad de derechos con respecto a ellos, pero nunca la independencia. Este hecho se consolidó durante las celebraciones correspondientes al centenario de la colonización en 1930.
A diferencia de otros países árabes, Argelia logró su independencia en una cruenta guerra librada entre el Frente de Liberación Nacional (FLN) y el Ejército francés. Durante la guerra de Independencia de Argelia se cometieron torturas y asesinatos de población civil por parte de ambos bandos. La situación se agravó con la aparición del grupo terrorista OAS, de ideología ultraderechista y radicalmente opuesto a la concesión de la independencia a Argelia. Cuando los franceses se retiraron del país en 1962, la OAS llegó a intentar asesinar al presidente francés Charles de Gaulle, acusándolo de ser demasiado blando. Cabe señalar la participación de las mujeres durante el transcurso de la guerra, algo insólito en el contexto árabe.
De esta forma, tras la victoria el Frente de Liberación Nacional (F.L.N.), Ahmed Ben Bella se hizo con la presidencia del país en 1963, tras disputas internas dentro del FLN. Ben Bella procedió a nacionalizar las empresas, proyectó una reforma agraria y buscó la igualdad de la mujer. En el plano internacional se potenciaron las relaciones con países comunistas como Cuba, Yugoslavia, la República Popular China y la URSS.

“Una página está vuelta; Argelia es para empezar hija de su historia, que haya superado la prueba colonial e incluso desafiado el eclipse, testimonia, si ello era necesario, esta voluntad inextinguible de vivir sin la cual los pueblos están amenazados a veces de desaparición. El camino que nos ha constreñido a pudrirnos en la existencia vegetativa de las asfixias mortales nos impuso replegarnos sobre nosotros mismos en la espera y la preparación de un despertar y un arranque que no podrían hacerse, ¡por desgracia! más que en el sufrimiento y la sangre. La misma Francia ha conocido estas desgracias y estas resurrecciones” Houari Boumedienne

Tras ser derrocado, la presidencia del país sería ocupada por Houari Boumediène y Chadli Bendjedid. Bajo Boumediène se enviaron tropas a la guerra de Yom Kipur contra Israel. Bendjedid sucedió a Boumediène en 1978, que falleció debido a una enfermedad rara, e introdujo medidas de libre mercado en la economía argelina, rebajando el carácter socialista de esta, instaurado por Ben Bella y potenciado por Boumediène.
Argelia se mantuvo cercana a la URSS durante la Guerra Fría. Para los soviéticos, Argelia era un enclave esencial en el norte de África por su cercanía a Europa Occidental (a pocos kilómetros de distancia de las costas mediterráneas de España), mientras que para los argelinos la URSS constituyó una fuente de financiación barata tanto en términos de construcción del tejido productivo como de adquisición de armamento.
En 1986 Argelia adopta una nueva Constitución, orientada a desarrollar un “socialismo islámico”. En ella se introducen suras (consejos de orientación religiosa) en la dirección del Estado argelino.
El FLN, de ideología socialista y pese a llevar en el poder desde 1962, no ha sabido o no ha querido hacer repercutir las riquezas del país en petróleo y gas en el bienestar de la población. Esto se debe a la corrupción y excesiva burocratización del régimen. 
Tras la llegada del multipartidismo a principios de la década de 1990, el Frente Islámico de Salvación (FIS) venció en las elecciones municipales y en la primera vuelta de las elecciones legislativas de 1991. El FLN no aceptó los resultados y desde entonces Argelia sufre una guerra civil de baja intensidad entre el Gobierno de Argel y el FIS. La contribución de las mujeres argelinas durante la lucha anticolonialista no se ha traducido en una igualdad con respecto al hombre. En el contexto del conflicto entre tradición y modernidad que afecta al Islam, el estatus jurídico de la mujer es ambiguo: mientras la Constitución consagra la igualdad de sexos y eleva a la mujer a la plenitud de la ciudadanía, el Código de Familia islámico reduce la libertad de la mujer.

### Siria

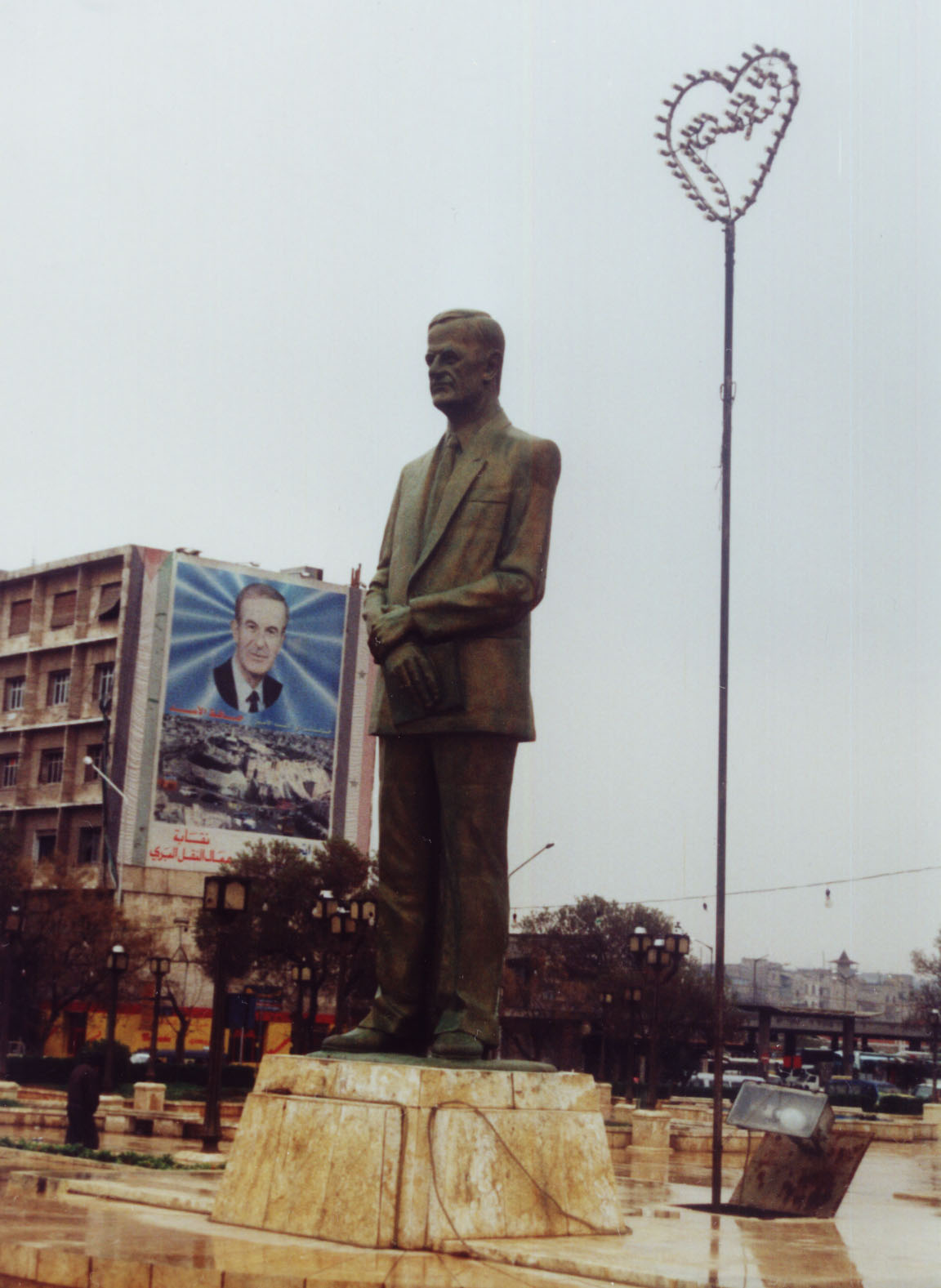
Estatua de Hafez al Assad, presidente de Siria entre 1971 y 2000, situada en Alepo.

Siria presenta un complejo mosaico étnico y religioso. Entre los musulmanes no sunníes están los drusos, los alauitas y los chiíes. Existe también una considerable minoría cristiana. En el país hay minorías de las etnias asiria,armenia, turca y kurda. Esta heterogeneidad étnica y religiosa ha sido un importante factor de inestabilidad en el país.

"Oriente Próximo, encrucijada de tres continentes (…) es una región de la que cada palmo de tierra, cada piedra y cada rostro llevan en sí milenios de creación –y de destrucción– humana." 
   Alain Gresh

El país accede a la independencia en 1946, tras la Segunda Guerra Mundial. Tras años de estabilidad, en 1954 los baazistas y nacionalistas acceden al poder, aproximándose ideológicamente al Egipto de Gamal Abdel Nasser y a la Unión Soviética. El país llegaría a unirse con El Cairo, formando la República Árabe Unida. En 1963 un golpe de Estado instaura al Partido Baaz en el poder, llevándose a cabo políticas de nacionalizaciones y reforma agraria. La derrota en la guerra de los Seis Días contra Israel (donde Siria pierde los Altos del Golán, que pasan a estar bajo ocupación israelí) lleva al país a una crisis política.
En 1971 el general Hafez al Assad, de confesión islámica alauita, ministro de Defensa y padre del actual presidente sirio, se hace con el control del país. Hafez Al Assad gobernaría de manera férrea el país mediante la lealtad de los alauíes y la del Ejército, eliminando a toda oposición, hasta su muerte en el año 2000.
La oposición de los islamistas sunníes al poder alauí, los cuales recurrieron en no pocas ocasiones al terrorismo, ha sido combatida con dureza. La ejecución de 10 000 habitantes de la ciudad de Hama tras la insurrección de 1982 es buena prueba de ello.
Los alauíes representan únicamente el 12% de la población de Siria, mientras que los sunníes llegan al 68%. Un porcentaje tan desigual explica la necesidad de tener un gobierno fuerte para garantizar la estabilidad nacional. Un hipotético reparto confesional de los escaños podría haber llevado a Siria a la guerra civil y a una inestabilidad permanente, tal y como ocurrió en Líbano, país sobre el que Siria ha ejercido siempre una gran influencia política y militar, con la organización político-militar chiita de Hezbolá como máximo exponente. 
Los sirios mantuvieron durante la Guerra Fría excelentes relaciones con la Unión Soviética. Desde la llegada de Hafez el Assad al poder se llegó a un acuerdo para la formación de cuadros políticos, técnicos y militares sirios en la URSS. De hecho, 40.000 sirios fueron titulados en la Unión Soviética, muchos de los cuales han ejercido puestos clave en el Partido, en el aparato de Estado y en las fuerzas armadas.
Siria participó en la guerra de Yom Kipur al lado de Egipto, en la guerra civil libanesa apoyando a los maronitas y ha sido un país muy crítico con los Acuerdos de Camp David. 
Tras la llegada al poder de Gorbachov en la URSS, en 1985, las relaciones con Moscú se enfrían. Durante la guerra entre Irán e Irak, Damasco apoya al régimen de los ayatolás sobre la base de una alianza chií, convirtiéndose en enemigos de Sadam Huseín, y llegando a enviar tropas a Arabia Saudí durante la primera guerra del Golfo. 
Todo ello, unido a una firme oposición y hostilidad hacia Israel, han convertido a Siria en un Estado enemigo de Estados Unidos, que de hecho fue incluido junto con Libia y Cuba como “más allá del eje del Mal”.
Tras la muerte de Hafez en 2000 éste fue sucedido por su hijo Bashar al Assad, que actualmente se enfrenta a una guerra civil desde 2011 y a una guerra contra el Estado Islámico desde 2014 (además de la contienda civil).

### Libia

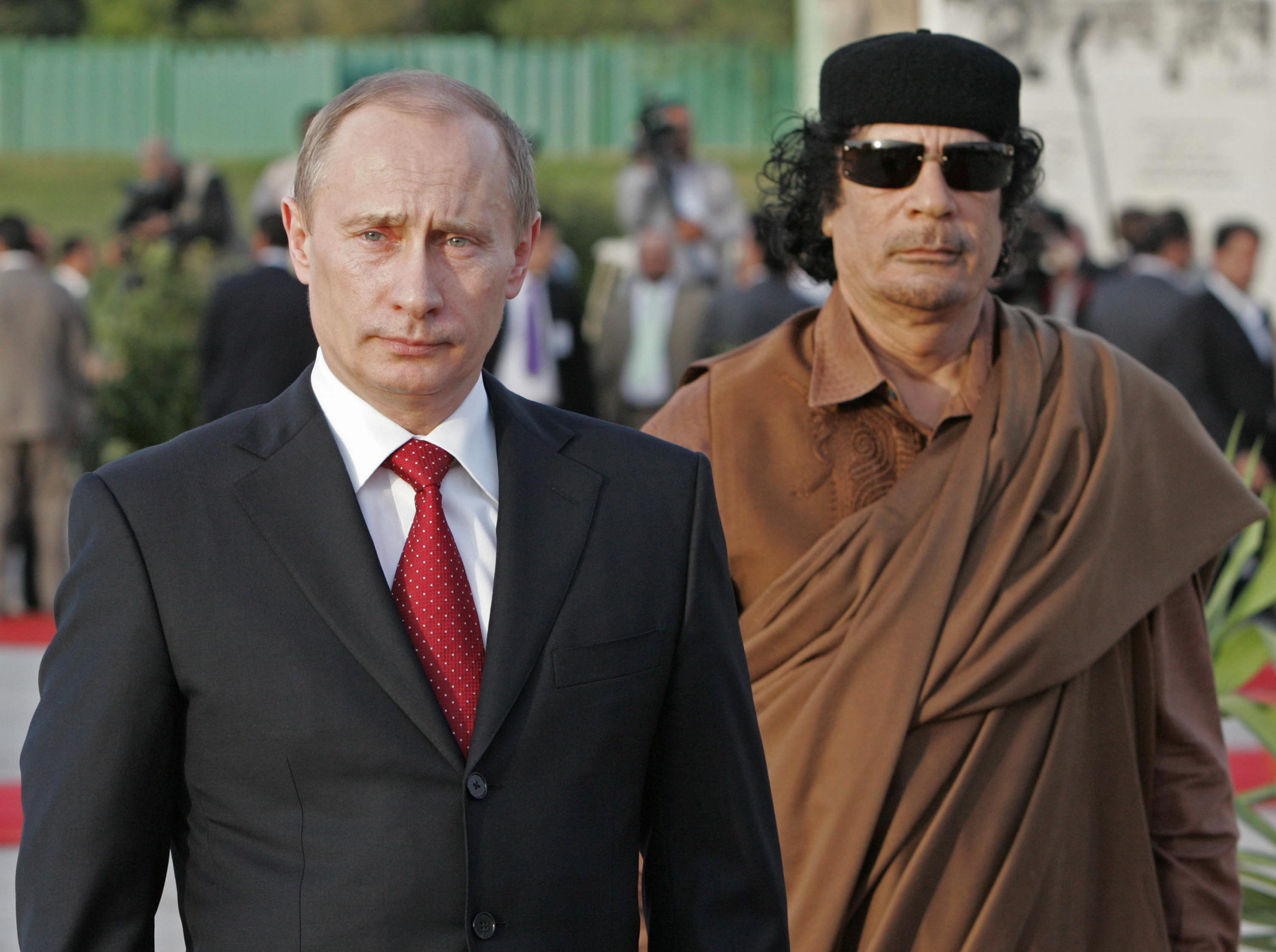
Gadafi, líder de Libia entre 1969 y 2011, junto al presidente ruso Vladímir Putin.

Como en la mayoría de Estados africanos, las fronteras de la actual Libia han sido trazadas arbitrariamente por las potencias europeas en el contexto del colonialismo. De hecho, Libia era un territorio de escaso interés para los europeos, siendo conquistado por los italianos simplemente para satisfacer su orgullo patriótico al quedarse fuera del reparto del mundo debido a su tardía unificación. La independencia llegaría en 1951. 
En 1969 un grupo de jóvenes oficiales encabezados por Muamar el Gadafi (que solo tenía 26 años), e influenciados por el nasserismo del vecino Egipto, toma el poder en Libia tras derrocar a la monarquía, proclamando la República Árabe Libia. Siguiendo la vía socialista marcada por Nasser, el nuevo Gobierno libio procede a nacionalizar los bancos extranjeros, presiones a las compañías extranjeras y confiscación de propiedades a los colonos italianos, además de la salida de las bases británicas y estadounidenses establecidas en el país. Debido a la heterogeneidad étnica del país, Gadafi se vio obligado a pactar con las diversas etnias con el objetivo de mantener el poder.

Escudo de armas de la Gran Yamahiriya Árabe Libia Popular y Socialista, símbolo del socialismo árabe en Libia y vigente entre 1977 y 2011.

A diferencia de Nasser, Gadafi no se alió desde el primer momento con la Unión Soviética. En 1975 se publica el Libro Verde, que mezclaba elementos del socialismo y el Islam. En 1977 se proclama la Gran Yamahiriya Árabe Libia Popular y Socialista. Se procede a nacionalizar el petróleo y se implanta un sistema de sanidad gratuita y enseñanza primaria obligatoria. También lleva a cabo un ambicioso proyecto de ingeniería para llevar agua de la costa al desierto.
Gadafi llevó a cabo una política controvertida, al apoyar a grupos armados de todo tipo (las FARC, ETA, el IRA Provisional, el Congreso Nacional Africano, el FSLN de Nicaragua, la OLP palestina, apoyo al atentado de Lockerbie) y una actitud agresiva hacia Chad, su vecino del sur, lo que le garantizará la enemistad de Occidente pero también los recelos de Moscú, que accede a equipar al Ejército libio pero se niega a firmar un tratado de amistad. Por estos motivos Estados Unidos impone un bloqueo comercial al país y en 1986 la aviación estadounidense bombardeó las ciudades de Trípoli y Bengasi, con el objetivo de propiciar una sublevación interna que derrocase a Gadafi.
En el contexto del final de la Guerra Fría y ante las dificultades para exportar petróleo, Gadafi opta por apoyar la creación de cooperativas agrícolas e industriales y de pequeñas empresas familiares, agrícolas o comerciales, así como por normalizar sus relaciones internacionales. Presionado por la OTAN y Estados Unidos, tuvo que retirar en parte su apoyo a organizaciones políticas de lucha por la liberación nacional del imperialismo estadounidense.
Gadafi logró situar a Libia como el Estado africano con mayor IDH del continente (0,755 en 2010, mientras que Portugal se situaba en 0,795), un índice de desarrollo humano por lo tanto más próximo a niveles europeos que africanos. Respecto a la situación de la mujer en el país, gozaba de derechos impensables en otras naciones musulmanas hasta el estallido de la guerra de Libia.
Gadafi tenía algo en común con los denostados y defenestrados Slobodan Milošević y Sadam Huseín, líderes respectivamente de Yugoslavia e Irak, y era el impulsar bloques regionales geopolíticos que hicieron frente a Occidente (Gadafi había estrechado lazos con muchos de los nuevos actores de esta nueva guerra fría: Siria, Irán, Rusia, China, Brasil y Venezuela, entre otros) apartándose de los intereses estadounidenses en sus respectivas zonas antes de sufrir una agresión militar.
No es de extrañar que mientras Libia permitía a las empresas hacer negocios en su territorio, el diario español “El País” (vinculado a poderosos imperios mediáticos como el Grupo Prisa) se refiriese a Gadafi con términos neutros como "presidente libio", "presidente Gadafi" o "líder libio". En cambio, tras las revueltas que dieron comienzo a la guerra de Libia, la prensa recurría a términos negativos como "dictador libio", "régimen de Gadafi" o "régimen libio".
Por estos motivos no es de extrañar que la actual situación que vive el país haya podido ser alentada y apoyada por Estados Unidos y la OTAN, que aprovechando las rebeliones en los países vecinos, hayan visto una oportunidad inmejorable para deshacerse de Gadafi e instaurar un caos político en beneficio de Occidente. El programa de los rebeldes incluye medidas como la creación de “un sector privado para la economía” y la defensa de “los intereses y derechos de las compañías extranjeras”).
El periodista Miguel Álvarez-Peralta apunta en la revista de izquierdas española “El Viejo Topo”:

Los juegos de poder geoestratégicos que mueven las intervenciones armadas son los verdaderos motivos de las guerras, no aquellos que las justifican. La historia no es una sucesión lineal de episodios simples vinculados por relaciones casuales sencillas, directas e identificables, no azarosas ni multifactoriales, achacables a rostros concretos dignos de juicios morales inmediatos y definitivos.

### Irak

Sadam Huseín, presidente de Irak entre 1979 y 2003.

La capital de Irak, Bagdad, fue capital del Califato Abasí entre los siglos VIII y XIII. Tras la dominación otomana y británica, el país accede a la independencia en 1932.
Irak está formado por tres grupos étnico-religiosos principales: sunníes, chiíes y kurdos. Esta división va a ser fundamental en la historia del país. En 1958, influenciados por Nasser, un grupo de oficiales dirigidos por el general Abdul Karim Qasim derrocan a la 
monarquía hachemí, dirigida por el rey Feysal II, e instauran un sistema republicano. Qasim es derrocado en 1963, y tras un periodo marcado por la inestabilidad, el Partido Baaz se hace con el control del país en 1968. En sus primeros años de gobierno los baazistas se enfrentaron a la férrea oposición a los nacionalistas kurdos y a los comunistas. El Baaz logra consolidarse en el poder gracias a la nacionalización petrolera y a su alianza con la Unión Soviética, consolidada en el mandato de Ahmed Hasan al-Bakr. Mediante una gestión acertada de los recursos petrolíferos se tomas medidas sociales como el aumento de salarios o la reducción de impuestos. Se invierte en infraestructuras y se consiguen amplios progresos en educación, sanidad y posición de la mujer.
La situación del país da un giro con la llegada de Sadam Huseín al poder en 1979. Opta por distanciarse de la URSS y acercarse a Occidente. Se llevará a cabo una campaña de terror y culto a la personalidad y tras la Revolución iraní, de persecución a los chiíes (entre el 50 y el 60 % de la población), así como a los kurdos.
Sadam Huseín llevará a su país a una estéril guerra contra el vecino Irán, dirigido por los ayatolás chiíes (que se prolongó desde 1980 hasta 1988) y a la invasión de Kuwait en 1990, que desencadenará la primera guerra del Golfo. Tras la derrota, Saddam ahogará las insurrecciones de kurdos y chiíes. Estados Unidos y sus aliados tuvieron la oportunidad de haber acabado con Sadam Huseín tras su derrota en 1991, pero no quisieron derrocarlo, cosa que sí hicieron en 2003 bajo el absurdo pretexto de que el régimen iraquí contaba con supuestas "armas de destrucción masiva" que ya habían sido utilizadas anteriormente contra kurdos e iraníes, bajo el silencio de la comunidad internacional.
La guerra de 2003, con la consiguiente ejecución de Sadam Huseín en 2006, ha resultado catastrófica para Irak. Ha dejado un país ya de por sí hambriento por las sanciones y la incompetencia de sus dirigentes destrozado por la guerra civil.

### Yemen del Sur

Bandera del desaparecido Yemen del Sur, el único Estado marxista-leninista del mundo árabe.

A diferencia de otras colonias británicas del mundo árabe, la independencia de Yemen llegaría en 1967 tras una campaña lucha armada. Otra diferencia fundamental es que Yemen del Sur se convirtió en el único país árabe en abrazar la doctrina marxista-leninista, por lo que si bien las relaciones con la Unión Soviética fueron muy estrechas, se debilitaron con otras naciones que adoptaron el socialismo "no marxista" como Libia, Siria o Irak, ya que éstas acusaban a los suryemeníes de "renegar del Islam".
Pese a contar con el apoyo soviético, el Partido Socialista de Yemen se vio obligado a pactar con los diversos grupos tribales que forman el país. De hecho, en las áreas tribales se siguió aplicando la ley islámica o sharia. Las rivalidades interétnicas, unido a las divergencias entre facciones internas del PSY, llevarían al país en una guerra civil en 1986. Tras la caída de la URSS, el sistema socialista suryemení fue absorbido por Yemen del Norte.
Actualmente Yemen es el país más pobre del mundo árabe y está siendo parte de un ataque militar por parte de Arabia Saudí. Las medidas comunistas contribuyeron claramente a que el pueblo disfrutara de un bienestar material mayor que el de Yemen del Norte, lo que con la unificación se perdió.

## Declive
A medida que los partidos Baaz en Irak y Siria se transformaron gradualmente de movimientos de liberación nacional con fines ideológicos a aparatos puramente gubernativos, se tornaron en elementos de una burocracia administrativa cuando no aliados de simples dictaduras. Ante ello, el socialismo árabe perdió gran parte de su importancia política internacional como "fuerza ideológica" y dejó de ser la ideología básica de muchos movimientos políticos. 
Otros factores ayudaron en su declive: la victoria de Israel en la guerra de los Seis Días mostró las primeras divisiones entre países que habían abrazado las ideas del socialismo árabe (como Egipto y Siria). Luego la Crisis del petróleo de 1973 mostró asimismo la gran fuerza económica y política de países árabes totalmente opuestos al socialismo, como las monarquías absolutistas de Arabia Saudí, Kuwait, o de los Emiratos Árabes Unidos, cuestionando los resultados reales del socialismo árabe.
La ruptura de Egipto con la URSS tras la ascensión al gobierno de Anwar al-Sadat, terminó por debilitar el apoyo internacional de la URSS al socialismo árabe, lo cual se vio agravado tras el inicio de la guerra de Afganistán (1978-1992). Para esa fecha numerosas políticas del socialismo árabe aún no generaban grandes resultados en favor de los países implicados.
Hoy, el socialismo árabe ha perdido gran parte de su importancia política e ideológica, aunque sus ideas de igualitarismo social y de búsqueda de una "tercera vía" entre el capitalismo "egoísta" y el socialismo "antirreligioso" siguen siendo importantes en el pensamiento político árabe moderno.

## Balance histórico y conclusiones
El socialismo árabe puede entenderse como la búsqueda de los pueblos árabes de su propio camino político, en ser dueños de su propio destino tras siglos de dominación otomana y europea. Gamal Abdel Nasser personificó en un primer momento ese sentimiento. No obstante, su derrota contra Israel fue vista por muchos musulmanes como un "castigo divino" por su política laicista.
En lo tocante a derechos de las mujeres o sistema jurídico, los países que tuvieron gobiernos practicantes del socialismo árabe han sido los que más avanzaron en ese sentido.

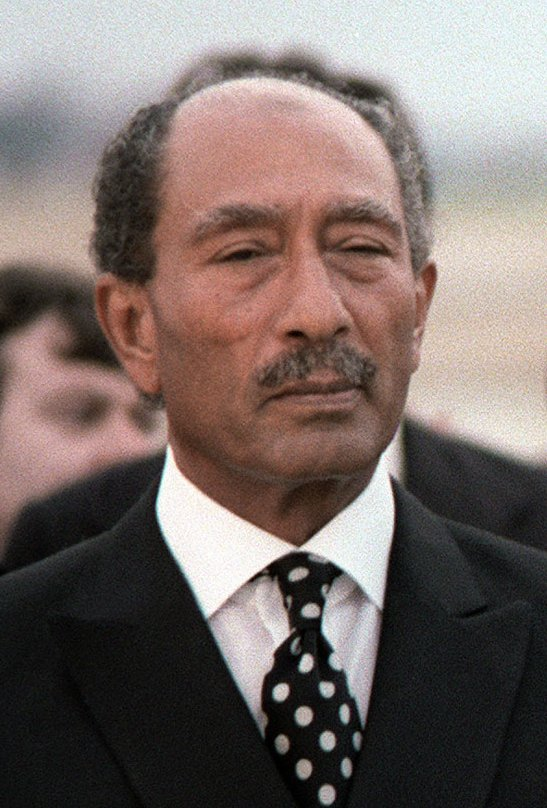
Anwar el Sadat fue el sucesor de Nasser en la presidencia de Egipto tras su muerte en 1970. Fue asesinado por los Hermanos Musulmanes en 1981.

Difícilmente en los países árabes las mujeres tendrán más derechos que bajo el férreo gobierno de líderes del socialismo árabe como Nasser, Sadam Huseín, Hafez Al Assad, Gadafi o con el Frente de Liberación Nacional argelino. Nasser dio el derecho al voto femenino en Egipto en 1954, mientras en la democrática Suiza no se consiguió hasta 1971.
Respecto al sistema jurídico implantado por el socialismo árabe, en países como Egipto, Argelia, Siria e Irak es un híbrido entre el derecho islámico y el europeo. Las constituciones de Argelia, Irak y Siria definen a estos Estados como repúblicas laicas, si bien en Argelia el Islam es la religión oficial del Estado.
La oscilación entre tradición y modernidad, una constante en la historia del Islam, se ha manifestado en el seno de estos países. De hecho, libros publicados en El Cairo en la década de 1930 ahora están prohibidos por "impíos" por las autoridades religiosas, y los debates celebrados en Bagdad en el siglo IX acerca de la índole del Corán serían inconcebibles actualmente en cualquier ciudad musulmana.
En Siria, la Constitución de 1973 establece como principios nacionales el socialismo, la libertad, la justicia económica, la unidad árabe y el islam. Un primer proyecto dejó fuera al islam, lo que generó fuertes disturbios.
Debemos comprender las limitaciones impuestas por el Corán y por su propia historia. Mientras que la configuración de Occidente ha estado marcada por la herencia grecolatina y cristiana, el mundo árabe ha surgido únicamente a través del Corán. Las palabras de Mahoma convirtieron en un siglo a unos hombres del desierto en una civilización que se extendía desde Portugal hasta la India.
La filosofía griega y el derecho romano ya habían contribuido enormemente a configurar Occidente antes de la aparición del cristianismo, pero fue la aparición del Islam lo que unificó a ciudades como Damasco, Bagdad, El Cairo, Marrakech o Córdoba y dio identidad a los pueblos y territorios conquistados por los árabes musulmanes. Así, el islam constituye un sustrato cultural y religioso más determinante que el cristianismo en Europa.
El mundo islámico ha vivido diferentes procesos históricos y políticos a los experimentados por Occidente. Por tanto, la democratización (entendida desde un punto de vista europeo-estadounidense) es vista como algo ajeno a la cultura islámica. Occidente ha creado un modelo político laico, donde el Estado tiene unos fundamentos de poder que no se fundan en la religión. En cambio, en el mundo árabe el islam ha sido fundamental a la hora de la descolonización, ya que el islam no solamente es una religión sino también un ideal político.  
El Islam ofrece a los fieles, a cambio de cumplir unos principios estrictos y sencillos (y fáciles de asimilar por la masa desesperanzada que habita los suburbios de las megalópolis de los cinco continentes) la posibilidad de sentirse parte de una comunidad de creyentes, con vínculos solidarios entre sí. Esta comunidad de creyentes recibe el nombre de Umma.
Por eso no debe extrañarnos que en los barrios miserables de El Cairo organizaciones como los Hermanos Musulmanes gocen de popularidad, ya que el fundamentalismo puede entenderse como una vuelta a una vida más sencilla. Eric Hobsbawm expone en sus obras que el fundamentalismo constituye una "lucha contra la modernidad". Esta modernidad se puede interpretar en forma de colonialismo e industrialización, prácticas que sin duda modificaron para siempre la vida de millones de personas.
Los Hermanos Musulmanes fueron perseguidos con dureza por los líderes de Egipto hasta el derrocamiento de Hosni Mubarak en 2011. Una hipotética toma del poder por los Hermanos Musulmanes implicaría un enorme retroceso en los derechos de las mujeres, la minoría copta sería perseguida institucionalmente y se consumaría la completa islamización del híbrido sistema jurídico egipcio. Algo similar ocurriría en Argelia con el Frente Islámico de Salvación, en su lucha contra el FLN.
Líderes como Anwar el Sadat o Hosni Mubarak (ambos encabezaron junto a Nasser la Revolución egipcia de 1952) no respondieron a las expectativas de cambio suscitadas en el contexto de la descolonización. Tras su costosa y dolorosa independencia, las riquezas de Argelia en petróleo y gas no han repercutido en el bienestar de la población y la juventud se ve obligada a emigrar a Francia, debido a la corrupción del FLN, que lleva en el poder desde la independencia del país en 1962.
En Egipto la situación es similar. Tras la esperanza suscitada por la era Nasser, sus sucesores han sido muy impopulares. Si el funeral de Nasser fue multitudinario, no podría decirse lo mismo del de Sadat, considerado un traidor por haber reconocido a Israel tras los Acuerdos de Camp David, lo que acabaría por costarle la vida.
En los casos de Libia y Siria, desde Russia Today se apunta una posible financiación de las revueltas por parte de Washington D. C.. No sería de extrañar teniendo en cuenta que ambos países, que gozan de buenas relaciones con Rusia, no reconocen a Kosovo, cuya independencia ha apadrinado EE. UU. con el objetivo de molestar a Serbia, aliado tradicional de Moscú, han sido descritos (junto con Cuba) como "más allá del Eje del Mal", según John R. Bolton, embajador estadounidense ante la ONU durante el gobierno de George W. Bush.
Estos motivos hacen pensar que el socialismo árabe ha sido una oportunidad perdida. 
El conflicto entre tradición y modernidad, el nivel de pobreza generalizado y amplio paro juvenil en países como Egipto (donde la mitad de la población es menor de 25 años), las diversidades étnico-religiosas de países como Siria e Irak, unido la injerencia de las potencias occidentales fomentando revueltas (Siria y Libia) o interviniendo directamente (Irak) con el objetivo de convertirlos en estados-títere hacen que el futuro de la región sea una incógnita.

## Líderes destacados
- Nasser
- Gadafi
- Sadam Huseín
- Hafez Al Assad
- Bashar Al Assad
- Houari Boumedienne
- Ben Bella